# Diocesi di Uijongbu
La diocesi di Uijongbu (in latino Dioecesis Uiiongbuensis) è una sede della Chiesa cattolica in Corea suffraganea dell'arcidiocesi di Seul. Nel 2022 contava 321.027 battezzati su 3.324.686 abitanti. È retta dal vescovo Benedict Hee-song Son.

## Territorio
La diocesi comprende le città di Goyang, Guri, Namyangju, Dongducheon, Yangju, Uijeongbu, Paju, e la contea di Yeoncheon nella provincia di Gyeonggi nella Corea del Sud.
Sede vescovile è la città di Uijeongbu, dove si trova la cattedrale del Sacro Cuore di Maria.
Il territorio è suddiviso in 85 parrocchie.

## Storia
La diocesi è stata eretta il 24 giugno 2004 con la bolla Animarum saluti di papa Giovanni Paolo II, ricavandone il territorio dall'arcidiocesi di Seul.

## Cronotassi dei vescovi
Si omettono i periodi di sede vacante non superiori ai 2 anni o non storicamente accertati.
- Joseph Lee Han-taek, S.I. (5 luglio 2004 - 26 febbraio 2010 ritirato)
- Peter Lee Ki-heon (26 febbraio 2010 - 13 marzo 2024 ritirato)
- Benedict Hee-song Son, dal 13 marzo 2024

## Statistiche
La diocesi nel 2022 su una popolazione di 3.324.686 persone contava 321.027 battezzati, corrispondenti al 9,7% del totale.
| anno | popolazione | popolazione | popolazione | presbiteri | presbiteri | presbiteri | presbiteri                | diaconi | religiosi | religiosi | parrocchie |
| anno | battezzati  | totale      | %           | numero     | secolari   | regolari   | battezzati per presbitero | diaconi | uomini    | donne     | parrocchie |
| ---- | ----------- | ----------- | ----------- | ---------- | ---------- | ---------- | ------------------------- | ------- | --------- | --------- | ---------- |
| 2004 | 161.872     | 2.311.858   | 7,0         | 67         | 67         |            | 2.416                     |         |           | 60        | 51         |
| 2005 | 156.770     | 2.337.729   | 6,7         | 121        | 121        |            | 1.295                     |         | 1         | 60        | 55         |
| 2010 | 235.504     | 2.644.000   | 8,9         | 155        | 146        | 9          | 1.519                     |         | 27        | 190       | 66         |
| 2014 | 278.836     | 2.956.276   | 9,4         | 177        | 166        | 11         | 1.575                     |         | 32        | 220       | 74         |
| 2017 | 297.502     | 3.114.536   | 9,6         | 186        | 170        | 16         | 1.599                     |         | 34        | 243       | 78         |
| 2020 | 315.620     | 3.110.370   | 10,1        | 202        | 183        | 19         | 1.562                     |         | 41        | 263       | 81         |
| 2022 | 321.027     | 3.324.686   | 9,7         | 221        | 200        | 21         | 1.452                     |         | 40        | 264       | 85         |